# Leucophenga janicae
Leucophenga janicae är en tvåvingeart som beskrevs av Bock 1979. Leucophenga janicae ingår i släktet Leucophenga och familjen daggflugor. Inga underarter finns listade i Catalogue of Life.